# Campeonato Sudamericano de Voleibol Femenino de 1969
El Campeonato Sudamericano de Voleibol Femenino de 1969 corresponde a la VIII edición del Campeonato Sudamericano de Voleibol Femenino. Fue realizado en la ciudad de Caracas, Venezuela, entre el 15 y el 24 de agosto de 1969. La selección de Brasil se coronó campeón del torneo, adquiriendo el derecho de clasificar al Campeonato Mundial de Voleibol Femenino de 1970.

## Equipos participantes
- Argentina
- Brasil
- Colombia
- Perú
- Uruguay
- Venezuela

## Resultados
| Brasil           |
| Campeón          |
| BRASIL 6º título |

## Clasificación final
| Pos | Equipo    | J | G | P | SF | SC |
| --- | --------- | - | - | - | -- | -- |
| 1   | Brasil    | 5 | 5 | 0 | 15 | 1  |
| 2   | Perú      | 5 | 4 | 1 | 13 | 3  |
| 3   | Uruguay   | 5 | 2 | 3 | 6  | 11 |
| 4   | Venezuela | 5 | 2 | 3 | 6  | 11 |
| 5   | Argentina | 5 | 1 | 4 | 7  | 12 |
| 6   | Colombia  | 5 | 1 | 4 | 3  | 12 |

- Brasil y Perú clasifican al Campeonato Mundial de Voleibol Femenino de 1970.